# Замок Гугенпот
Замок Гугенпот (нем. Schloss Hugenpoet) — комплекс окружённых водой замковых строений в районе Кеттвиг немецкого города Эссен (федеральная земля Северный Рейн-Вестфалия).

## История
Первое документальное упоминание о замке Гугенпот относится к 778 году, когда о замке говорится как об имуществе, принадлежащем Карлу Великому. Известно, что позднее замок был ленным владением Верденского аббатства. В 1314 году аббатство пожаловало замок рыцарю Флецке фон Гугенпоту (нем. Vlecke von Hugenpoet). Замок служил для охраны Кеттвигского моста через Рур.
Замок развился в хорошо укреплённую крепость. В 1478 году замок был сожжён во время штурма в ходе вооружённого спора между герцогом Клевским Иоганном I и герцогством Гельдерн.
В 1509 году семейство Гугенпот перенесло замок примерно на 200 м от своего первоначального положения, хотя известно, что ещё в 1756 году в замковом комплексе сохранялись одна башня и одно здание от первоначального замка. Во время Тридцатилетней войны замок был разорён гессенскими войсками.
Начиная с 1647 года Иоганн Вильгельм фон Нессельроде-Гугенпот сносит все руины и начинает строить новый замок, который можно видеть и сегодня. Строительство было завершено в 1696 году при фрайхерре Константине Эразмусе фон Нессельроде-Гугенпот.
Со временем финансовое положение семейства Нессельроде-Гугенпот ухудшилось, и в 1831 году родовой замок был продан через аукцион барону Леопольду фон Фюрстенбергу, потомки которого владеют замком и сегодня. В 1844—1872 годах замок по проекту архитекторов Августа Ланге и Генриха Теодора Фреизе был перестроен в стиле неоренессанса, при этом был поднят конёк основного здания, созданы фронтон и ризалит в нидерландском стиле, увеличены окна. Тогда же вокруг замка был разбит парк.

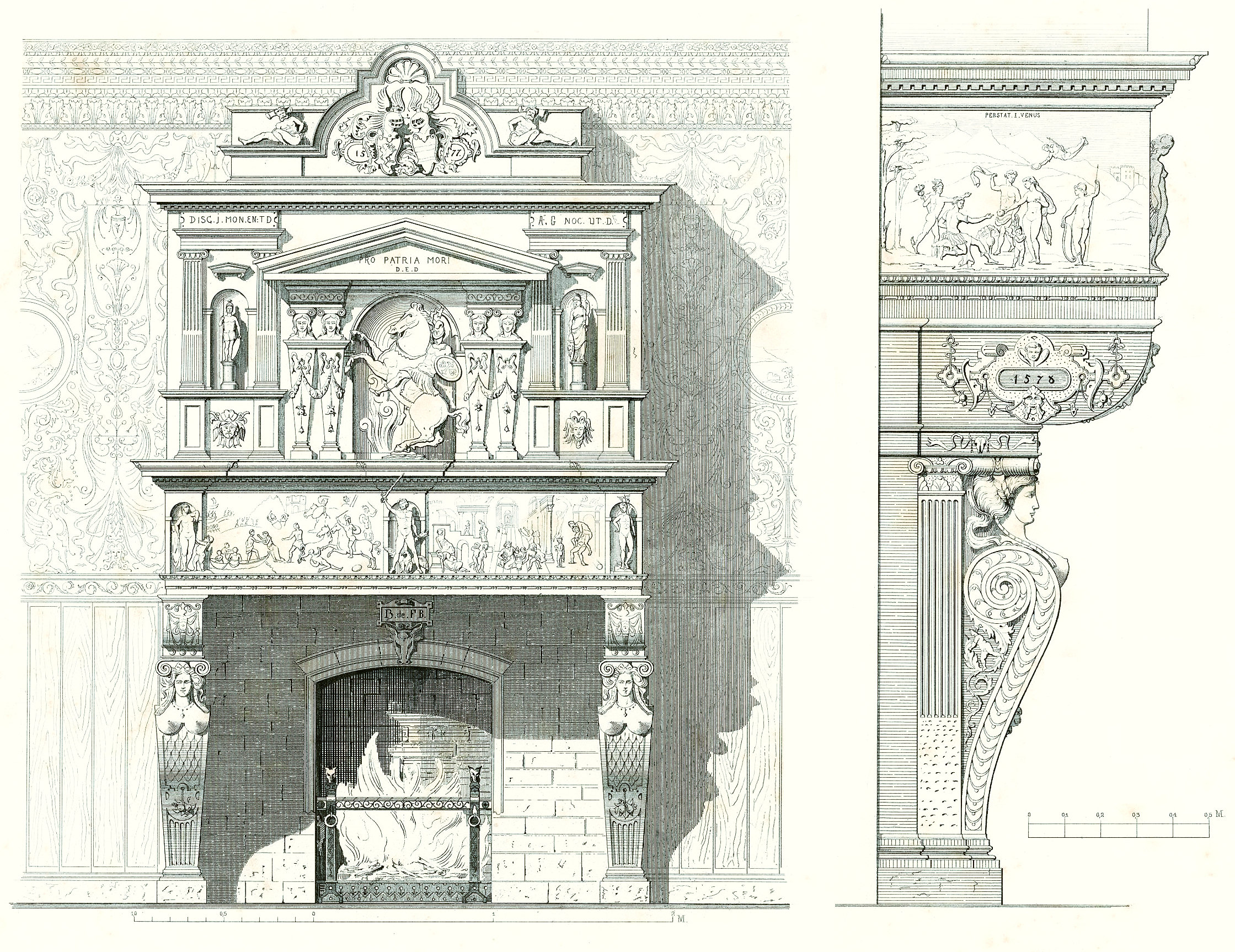
Камин, перевезённый из замка Орст

В 1879 году семейство Фюрстенбергов покинуло свой родовой замок Борбек и полностью перебралось в замок Гугенпот.
Во время Второй мировой войны замок Гугенпот вначале использовался в служебных целях вермахта, а позже для размещения беженцев. После войны в замке размещалась экспозиция художественного музея Фолькванг, в 1955 году он был превращён в гостиницу, в качестве которой используется и по сей день. Гостиница Гугенпот входит в группу отелей The Leading Hotels of the World.
С февраля 1985 года замок Гугенпот находится под охраной государства.

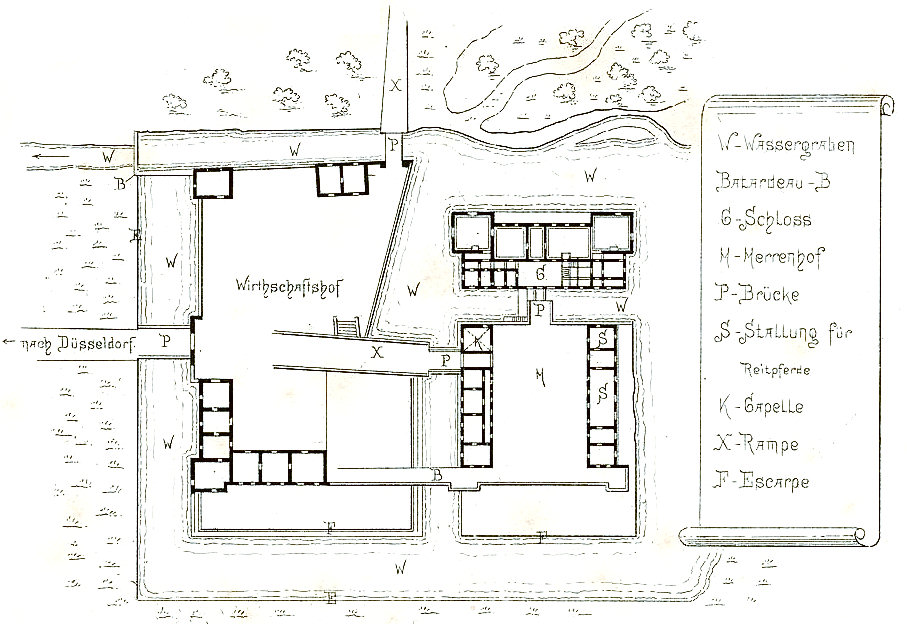
Схема замка Гугенпот

## Архитектура

### Основное здание (господский дом)

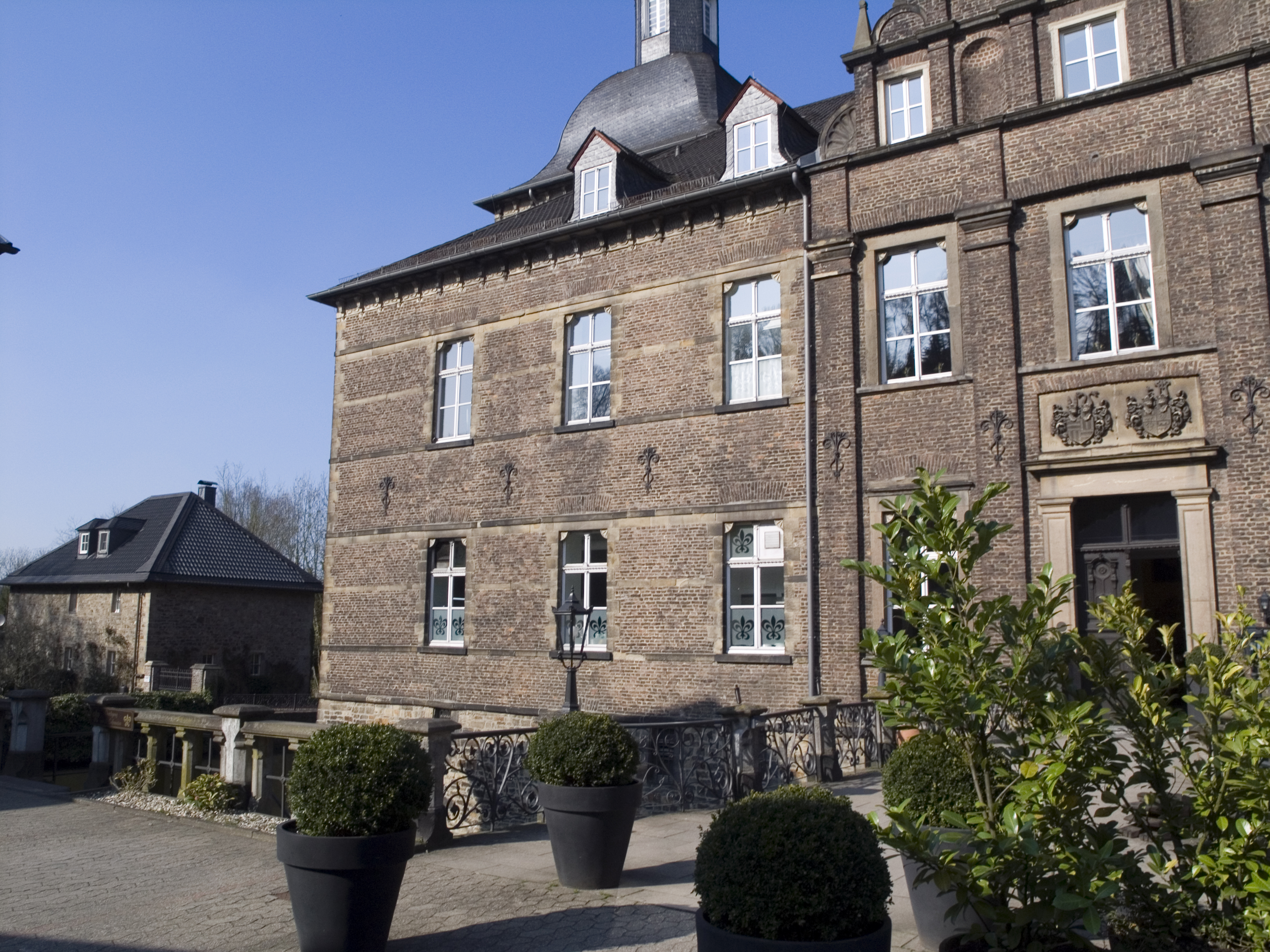
Господский дом

Господский дом — это прямоугольное в плане отдельно стоящее здание, окружённое рвом с водой. С северной стороны здание имеет две мощных башни, завершающихся фонарями с флюгерами. Арочный каменный мост ведёт к порталу в ризалите. Над порталом — гербы Константина Эразмуса фон Нессельроде-Гугенпота и его жены Алмаре фон Фирмонд.
В ходе реконструкции господского дома для использования в качестве отеля со стороны парка на северном фасаде были оформлены террасы. Внутренняя отделка сохранилась практически в оригинальном состоянии. Особую ценность представляют три камина эпохи Возрождения с барельефами из песчаника 1560—1578 годов, которые первоначально были установлены в замке Орст в Гельзенкирхене, а также барочная лестница из чёрного мрамора.

### Внутренний предзамок

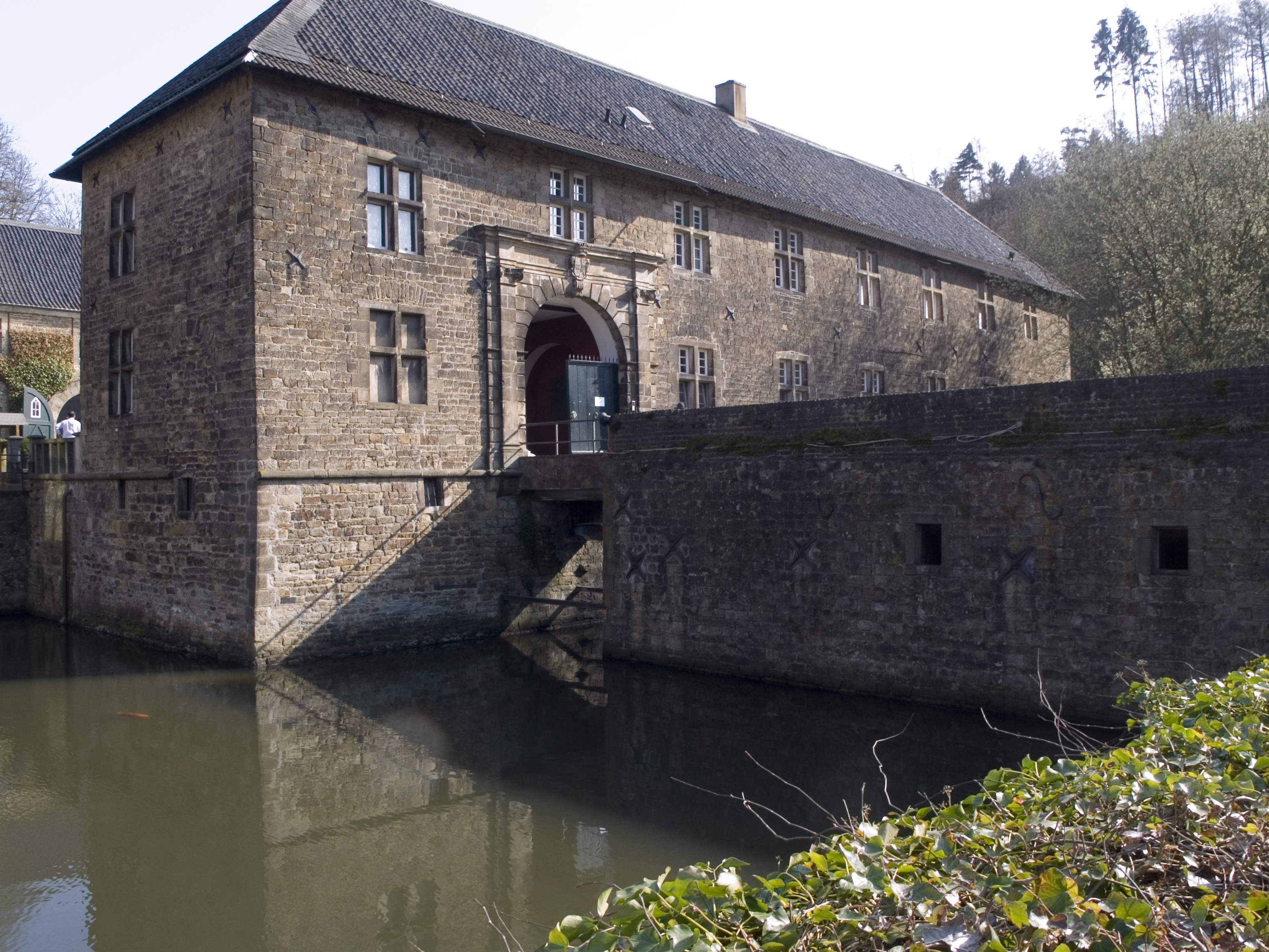
Внутренний предзамок

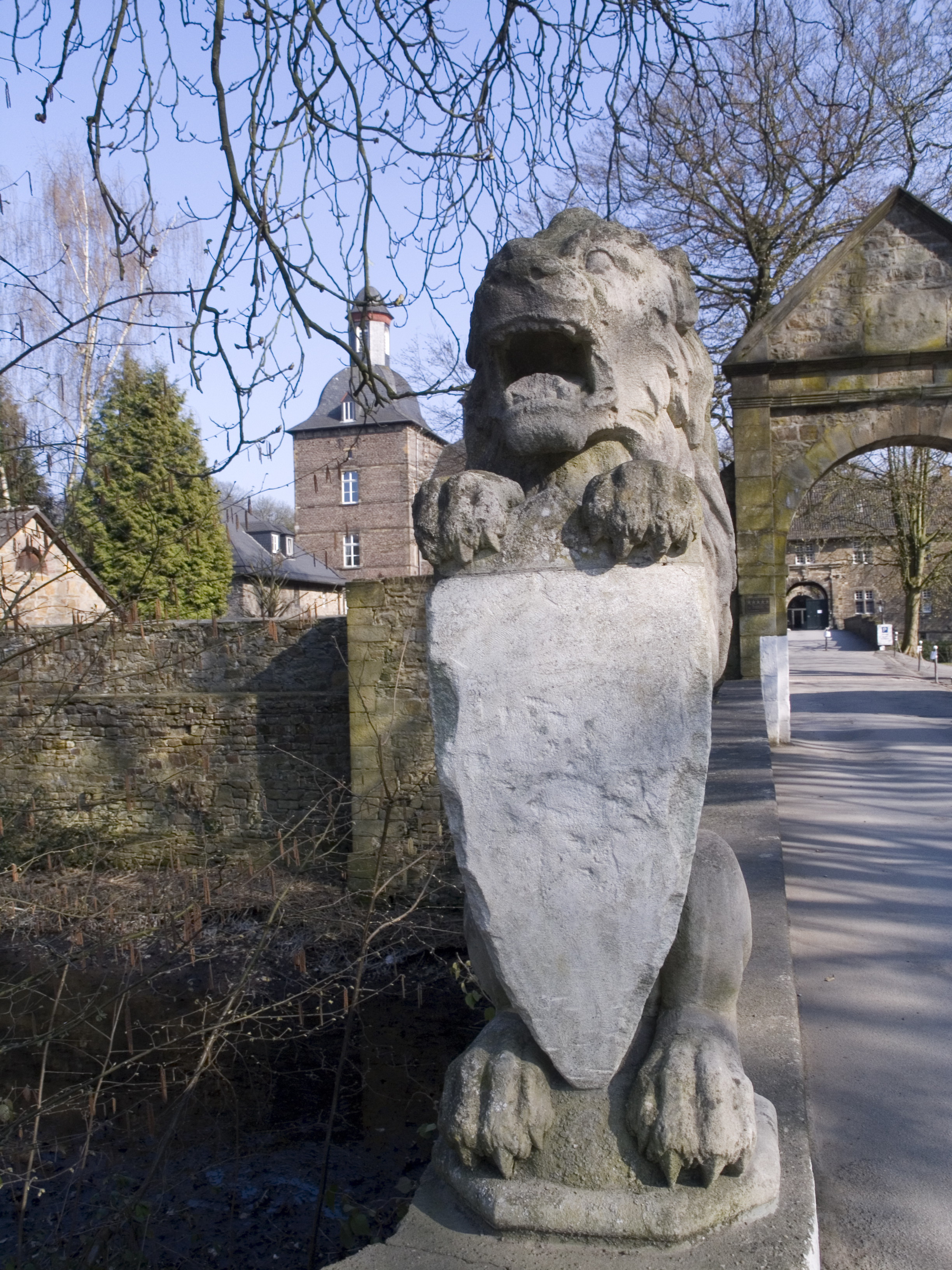
Въездные ворота

Предзамок состоит из двух вытянутых с севера на юг зданий под вальмовыми крышами, расположенных с южной стороны от господского дома. В западном здании есть арочный проезд, ведущий к каменному мосту через оборонительный ров. Севернее арочного проезда находится замковая капелла.

### Внешний предзамок

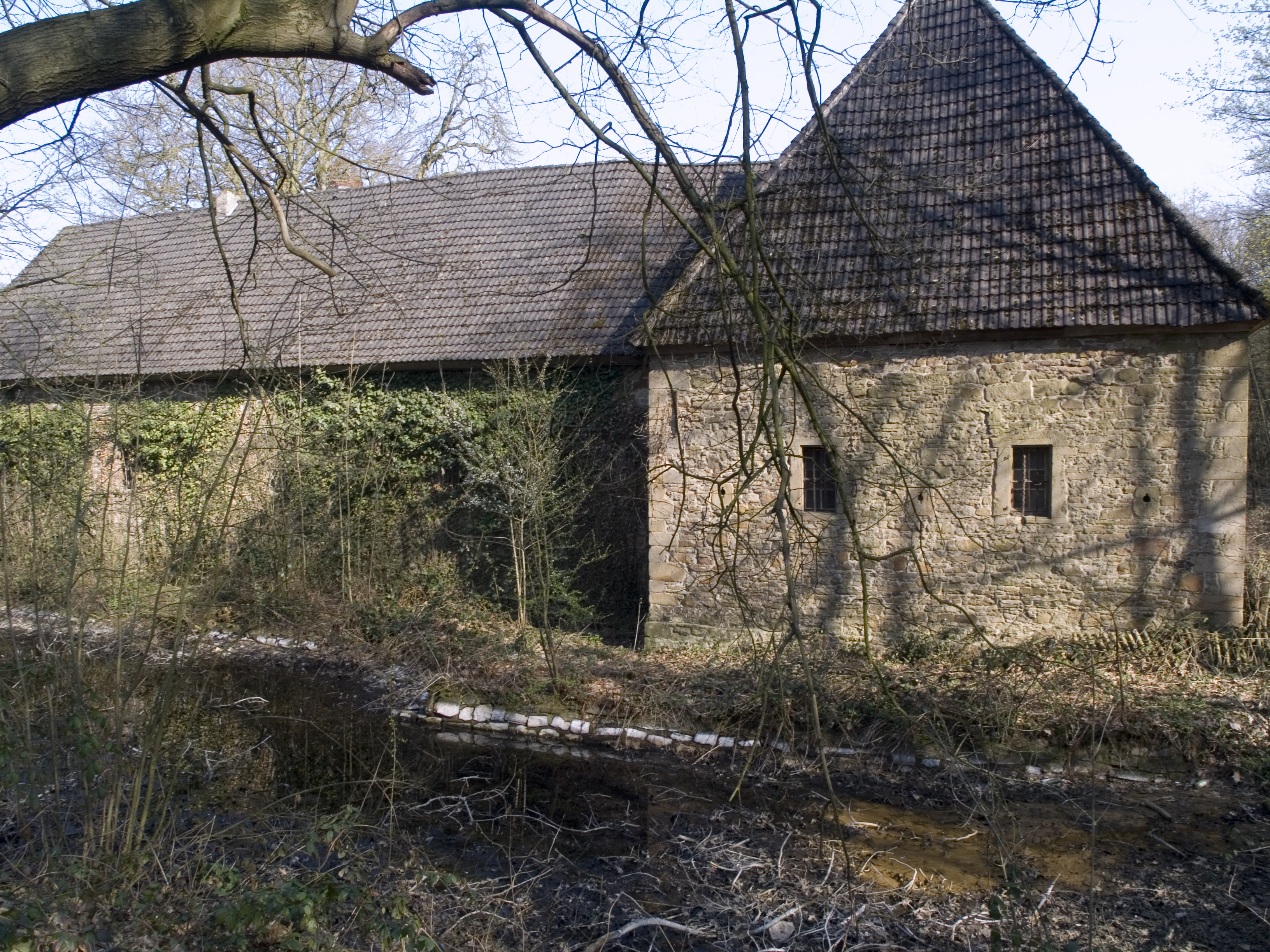
Внешний предзамок

Одноэтажный внешний предзамок — это отдельно стоящее каменное строение Г-образной формы, расположенное в самой западной части замкового комплекса. У северной стены внешнего предзамка находятся въездные ворота, увенчанные гербами семейств Нессельроде и Винкельхаузенов. Амбразуры в каменной стене указывают на то, что при сооружении внешнего предзамка использовались остатки старого крепостного сооружения 1509 года.